# Livistoneae
Livistoneae, tribus palmovki, dio je potporodice Coryphoideae. Sastoji se od 4 podtribusa, od kojih su dva monogenerička .

## Vrste
1. Subtribus Sabalinae Mart. ex Endl.
  1. Sabal Adans. (16 spp.)
2. Subtribus Thrinacinae Becc.
  1. Itaya H. E. Moore (1 sp.)
  2. Sabinaria R. Bernal & Galeano (1 sp.)
  3. Cryosophila Blume (10 spp.)
  4. Trithrinax Mart. (3 spp.)
  5. Chelyocarpus Dammer (4 spp.)
  6. Schippia Burret (1 sp.)
  7. Zombia L. H. Bailey (1 sp.)
  8. Coccothrinax Sarg. (61 spp.)
  9. Thrinax L. f. ex Sw. (3 spp.)
  10. Leucothrinax C. Lewis & Zona (1 sp.)
  11. Hemithrinax Hook. f. (3 spp.)
3. Subtribus Livistoninae Saakov
  1. Washingtonia H. Wendl. (2 spp.)
  2. Pritchardia Seem. & H. Wendl. (30 spp.)
  3. Copernicia Mart. ex Endl. (22 spp.)
  4. Chamaerops L. (1 sp.)
  5. Trachycarpus H. Wendl. (10 spp.)
  6. Rhapidophyllum H. Wendl. & Drude (1 sp.)
  7. Maxburretia Furtado (3 spp.)
  8. Rhapis L. f. ex Aiton (11 spp.)
  9. Guihaia J. Dransf., S. K. Lee & F. N. Wei (4 spp.)
  10. Licuala Thunb. (150 spp.)
  11. Johannesteijsmannia H. E. Moore (4 spp.)
  12. Lanonia A. J. Hend. & C. D. Bacon (19 spp.)
  13. Saribus Blume (10 spp.)
  14. Livistona R. Br. (28 spp.)
  15. Pholidocarpus Blume (6 spp.)
  16. Brahea Mart. (12 spp.)
  17. Serenoa Hook. f. (1 sp.)
  18. Acoelorraphe H. Wendl. (1 sp.)
  19. Colpothrinax Griseb. & H. Wendl. (3 spp.)
4. Subtribus Phoenicinae Mart. ex Endl.
  1. Phoenix L. (14 spp.)